# Buscando a Gregory
Buscando a Gregory (en inglés, In Search of Gregory) es una película dramática italobritánica de 1969 dirigida por Peter Wood y protagonizada por Julie Christie.

## Argumento
Catherine Morelli asiste a la última boda de su padre, Max, quien a su vez quiere presentarle a un posible pretendiente, Gregory Mulvey, un estadounidense amigo suyo y de su hermano. Gregory no aparece, así que Catherine empieza a fantasear con el estadounidense desaparecido, basándose en el rostro de un hombre que vio en una valla publicitaria.

## Reparto
- Julie Christie como Catherine Morelli
- Michael Sarrazin como Gregory Mulvey
- John Hurt como Daniel
- Adolfo Celi como Max
- Paola Pitagora como Nicole
- Roland Culver como Wardle
- Tony Selby como Taxista
- Ernesto Pagano como Sacerdorte
- Violetta Chiarini como Paquita
- Luisa De Santis como Giselle
- Gabriella Giorgelli como Encarna
- Gordon Gostelow como Viejo
- Tony Selby como taxista

## Producción
Buscando a Gregory fue la última de las cuatro películas que Christie hizo bajo el contrato de Joseph Janni, que produjo Billy el embustero (1963). Él fue el que dio a Christie el papel de Liz en Darling (1965), con el que consiguió la fama mundial y el Óscar a la mejor actriz en 1966. Estas dos películas fueron producidos por Janni junto a Lejos del mundanal ruido, ambas dirigidas por John Schlesinger.
Michael Sarrazin, que estaba bajo contrato de la Universal, tuvo que abandonar el papel de Joe Buck en "Cowboy de medianoche" (1969), que le valió a Jon Voight una nominación al Oscar al Mejor Actor debido a su compromiso de aparecer en esta producción. Irónicamente, "Midnight Cowboy" también fue dirigida por Schlesinger, el cineasta que descubrió a Christie y la guió hacia el estrellato y que terminó ganando el Oscar al Mejor Director.
A pesdar de que In Search of Gregory fue un fracaso en taquilla mientras que Midnight Cowboy se convirtió en todo un éxito, Sarrazin no se arrepiente del giro que dio su carrera.
Fue la última película de la compañía europea de Universal y fue rodada en verano de 1968. La película no se estrenó hasta más de un año después de que se completó la producción, y su estreno en Nueva York fue en mayo de 1970.

## Crítica
Roger Greenspun, del New York Times, destrozó la película, aunque elogió el talento de John Hurt. En busca de Gregory» falla no tanto por la estupidez de su trama como por la timidez de sus inventos... Cada incidente crucial embota y fatiga la imaginación, y no la excita».